# 小行星6995
小行星6995（英語：6995 Minoyama）是一颗围绕太阳公转的小行星。1996年1月24日，小林隆男在大泉町发现了此天体。
这颗小行星的绝对星等为187.75637597745等。